# Аппельгрен, Юсеф
Юсеф Аппельгрен (швед. Josef Appelgren; 29 сентября 1890, Гётеборг — 9 сентября 1964, Гётеборг) — шведский футболист, полузащитник. Выступал за национальную сборную Швеции.

## Биография
С 1910 по 1918 год выступал за «Эргрюте» с 1906 по 1911 год. В его составе трижды играл в финале чемпионата Швеции. Забив в них два мяча, один из которых в финале 1913 года, в котором «Эргрюте» стал чемпионом. В Шведской серии в 1912 году занял второе место в списке бомбардиров, а клуб стал победителем. В следующем сезоне Аппельгрен стал лучшим бомбардиром, забив 10 мячей.
18 июня 1911 года дебютировал за национальную сборную Швеции в товарищеском матче с Германией. Встреча прошла на стадионе «Росунда» в Стокгольме и завершилась победой немцев со счётом 4:2. 4 июня 1916 во встрече с Данией вывел сборную на поле в роли капитана. Всего за сборную провёл восемь матчей.
Умер 9 сентября 1964 года в Гётеборге.

## Достижения
Эргрюте
- Чемпион Швеции: 1913
- Финалист чемпионата Швеции: 1912, 1915